# Internationale Cricket-Saison 1959/60
Die internationale Cricket-Saison 1959/60 fand zwischen November 1959 und März 1960 statt. Als Wintersaison wurden vorwiegend Heimspiele der Mannschaften aus Südasien, der Karibik und Ozeanien ausgetragen.

## Überblick

### Internationale Touren
| Beginn            | Heimteam    | Auswärtsteam | Resultate | Artikel |
| Beginn            | Heimteam    | Auswärtsteam | Test      | Artikel |
| ----------------- | ----------- | ------------ | --------- | ------- |
| 13. November 1959 | Pakistan    | Australien   | 0–2 [3]   | Artikel |
| 12. Dezember 1959 | Indien      | Australien   | 1–2 [5]   | Artikel |
| 6. Januar 1960    | West Indies | England      | 0–1 [5]   | Artikel |

## Nationale Meisterschaften
Aufgeführt sind die nationalen Meisterschaften der Full Member des ICC.
| Land              | First-Class                 |
| ----------------- | --------------------------- |
| Australien        | Sheffield Shield 1959/60    |
| Indien            | Ranji Trophy 1959/60        |
| Irani Cup 1959/60 |                             |
| Neuseeland        | Plunket Shield 1959/60      |
| Pakistan          | Quaid-e-Azam Trophy 1959/60 |
| Südafrika         | Currie Cup 1959/60          |